# 8 Dywizja Piechoty Armii Krajowej (III RP)
8 Dywizja Piechoty Armii Krajowej im. Romualda Traugutta (8 DP AK) – planowany związek taktyczny Sił Zbrojnych Rzeczypospolitej Polskiej.

## Formowanie i zmiany organizacyjne
Decyzją Ministra Obrony Narodowej z listopada 2023 rozpoczęto formowanie 8 Dywizji Piechoty Armii Krajowej. Dowództwo i sztab pierwotnie miały stacjonować w Nowym Mieście nad Pilicą, jednak w październiku 2024 roku zdecydowano o jego przeniesieniu do Kielc z siedzibą w Centrum Przygotowań do Misji Zagranicznych. Jednostki dywizji będą zlokalizowane w obszarze na południe od Warszawy, w miejscowościach województwa świętokrzyskiego, m.in. w Połańcu, Staszowie i Jędrzejowie, Gniewięcin i Boleścice/Piołunka, w gminie Sędziszów, w Nowym Mieście nad Pilicą, a także województwach śląskim, łódzkim, mazowieckim, małopolskim i podkarpackim. W skład dywizji wchodzić będą: dwie brygady zmechanizowane, brygada zmotoryzowana, brygada artylerii, brygada pancerna, pułk logistyczny, pułk przeciwpancerny, pułk przeciwlotniczy, batalion dowodzenia, batalion rozpoznania i batalion chemiczny. Pierwszy etap tworzenia dowództwa dywizji ma się zakończyć w 2028, cały proces 8 Dywizji Piechoty Armii Krajowej  zajmie do 10 lat.

Insygnia
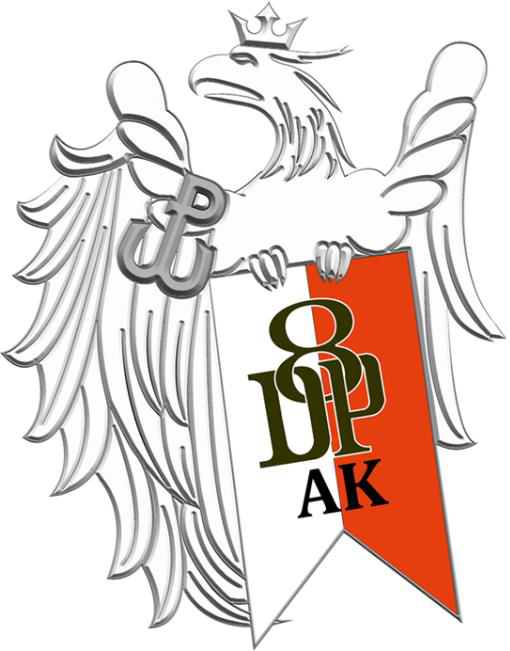
Odznaka pamiątkowa
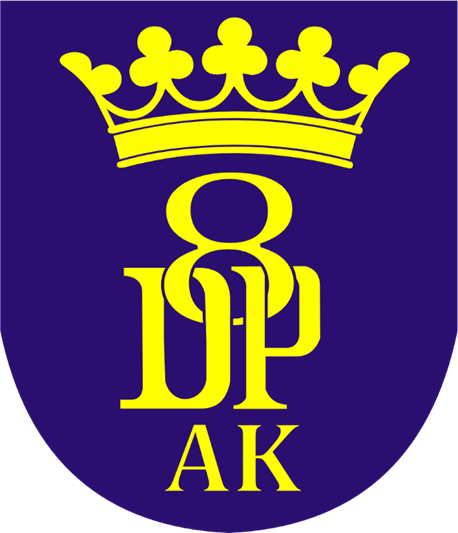
Oznaka rozpoznawcza na mundur wyjściowy
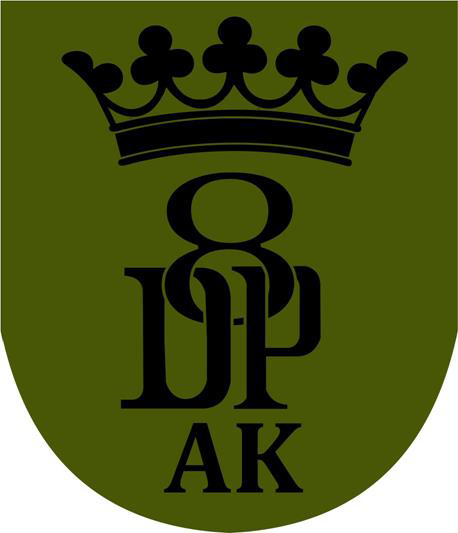
Oznaka rozpoznawcza na mundur polowy
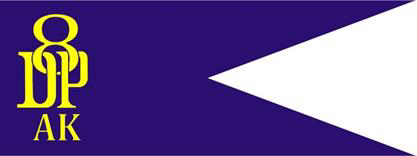
Proporczyk na beret

## Planowana struktura organizacyjna (2023)

### Planowany skład w 2023
Decyzja Ministra Obrony Narodowej zakładała w 2023 następujący skład 8 Dywizji Piechoty Armii Krajowej im. Romualda Traugutta:
- Dowództwo i sztab – Nowe Miasto nad Pilicą
  - Brygada Pancerna 8 DP AK – Mielec i Kolbuszowa
  - Brygada Zmechanizowana 8 DP AK – Łaziska k. Radomia
  - Brygada Zmechanizowana 8 DP AK – Raducz
  - Brygada Zmotoryzowana 8 DP AK – Leszno
  - Brygada Artylerii 8 DP AK – Dąbrówka k. Sieradza
  - Pułk Przeciwlotniczy 8 DP AK – Gniewięcin
  - Pułk Przeciwpancerny 8 DP AK – Boleścice i Piołunka
  - Pułk Logistyczny 8 DP AK – Januszewice
  - Batalion Łączności 8 DP AK – Nowe Miasto nad Pilicą
  - Batalion Rozpoznawczy 8 DP AK – Raducz
  - Batalion Chemiczny 8 DP AK – Kuczków

### Planowany stan na 2024–2028
- Dowództwo i sztab – Kielce (planowany/docelowo → 2028)[6]
  - 8 Batalion Dowodzenia 8 DP AK – Kielce (planowany/docelowo → 2028)[6]
  - 8 Batalion Rozpoznawczy 8 DP AK – Nowe Miasto nad Pilicą (planowany/docelowo → 2028)[6]

## Żołnierze dywizji
Dowódcy dywizji
- gen. bryg. Krzysztof Knut (20.11.2023 – obecnie)[2][12]